# Perenethis symmetrica
Perenethis symmetrica är en spindelart som först beskrevs av Lawrence 1927.  Perenethis symmetrica ingår i släktet Perenethis och familjen vårdnätsspindlar. Inga underarter finns listade i Catalogue of Life.